# اصطبل

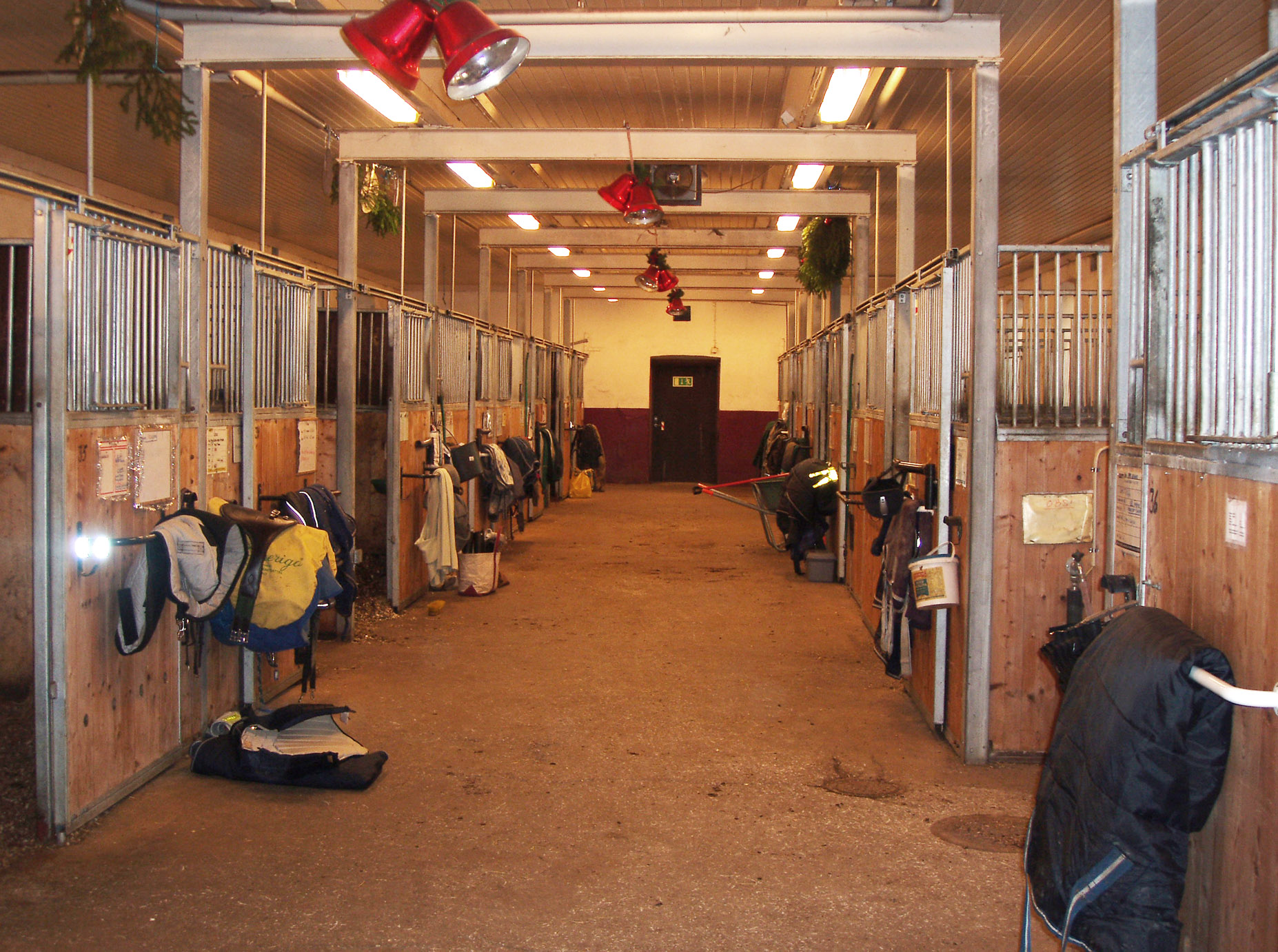
نمایی از سالن و راهروی یک اصطبل مُدرن.

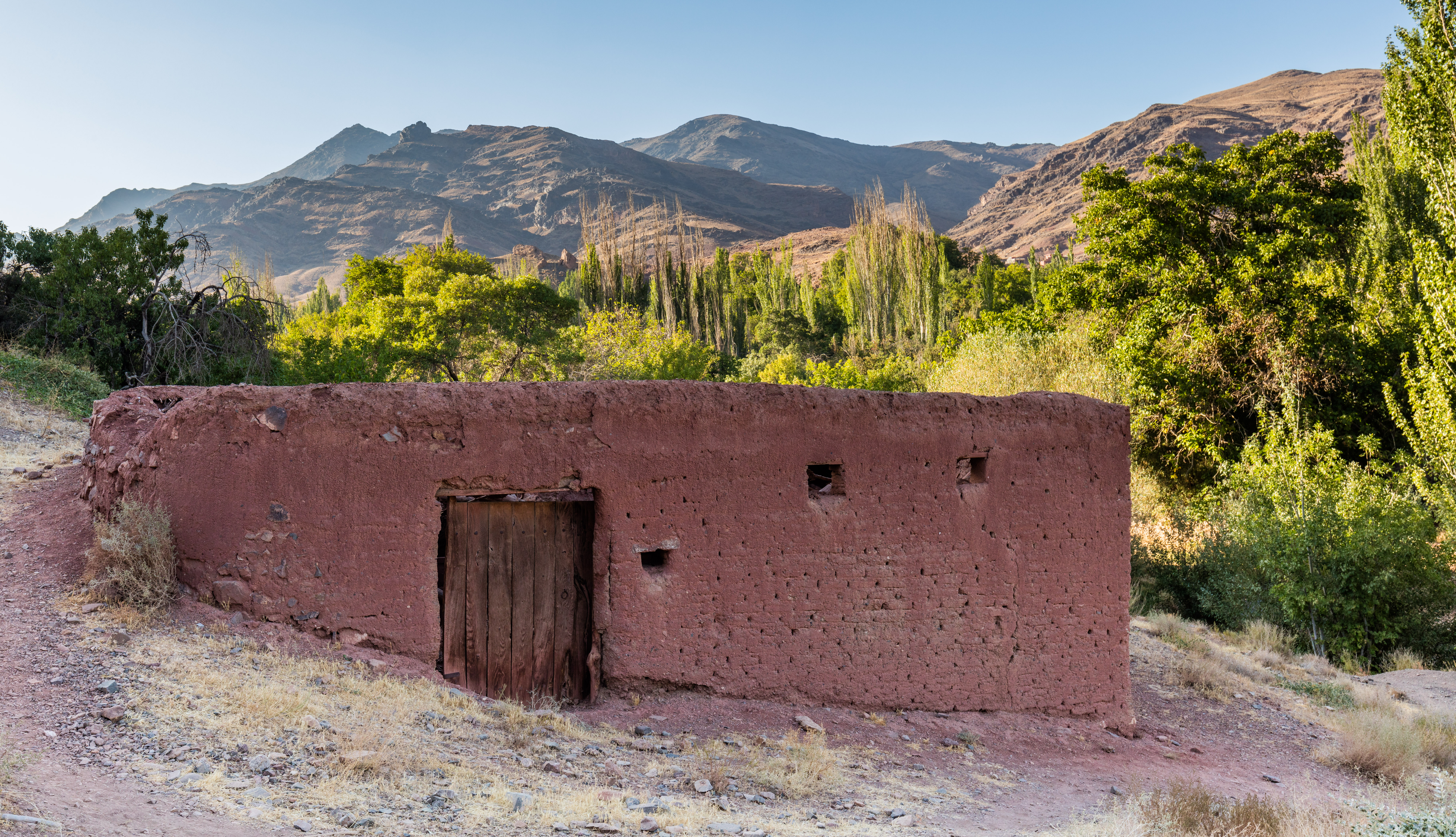
یک طویله در روستای ابیانه، استان اصفهان.

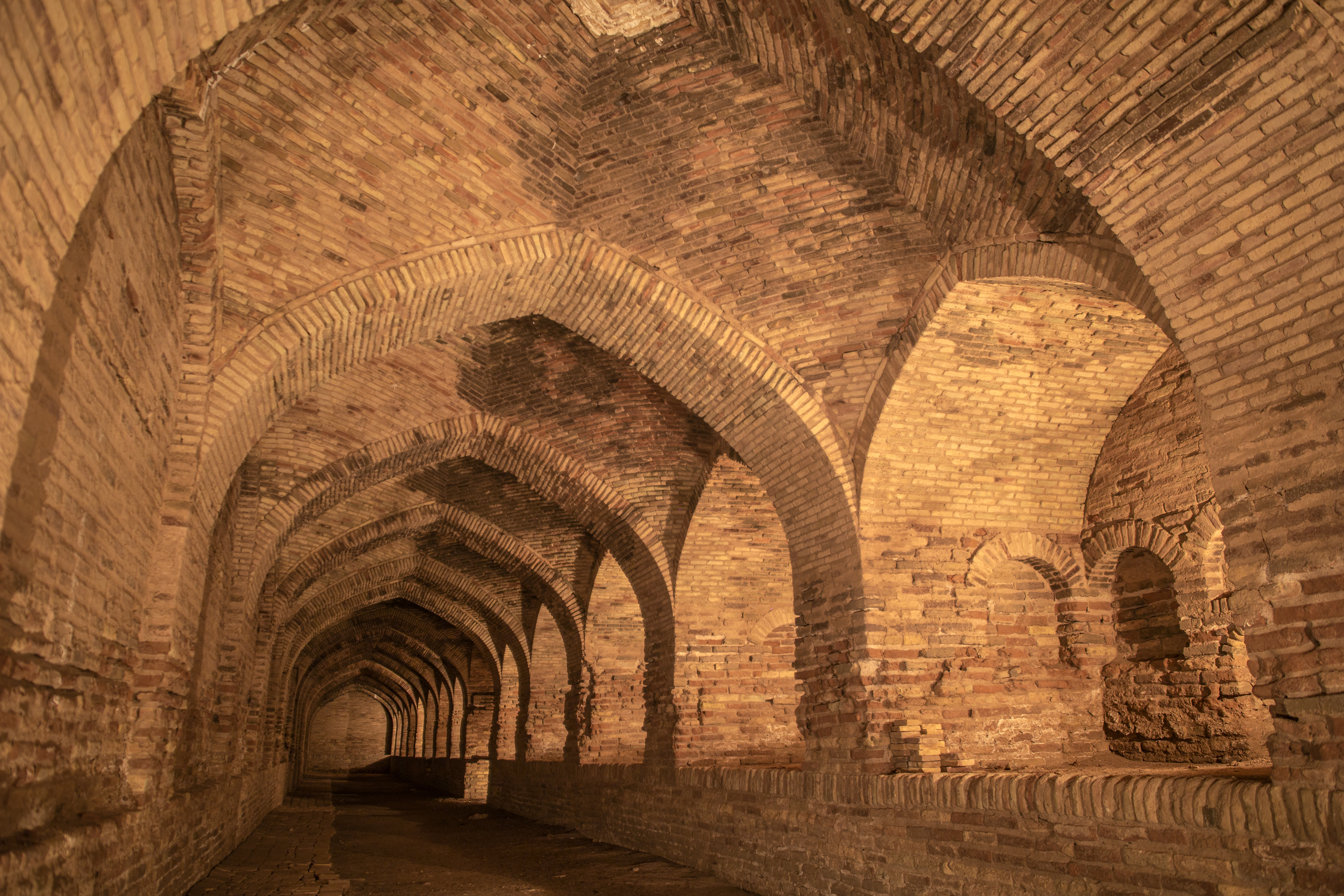
شترخان یا تالار اصطبل در کاروانسرای دیر گچین

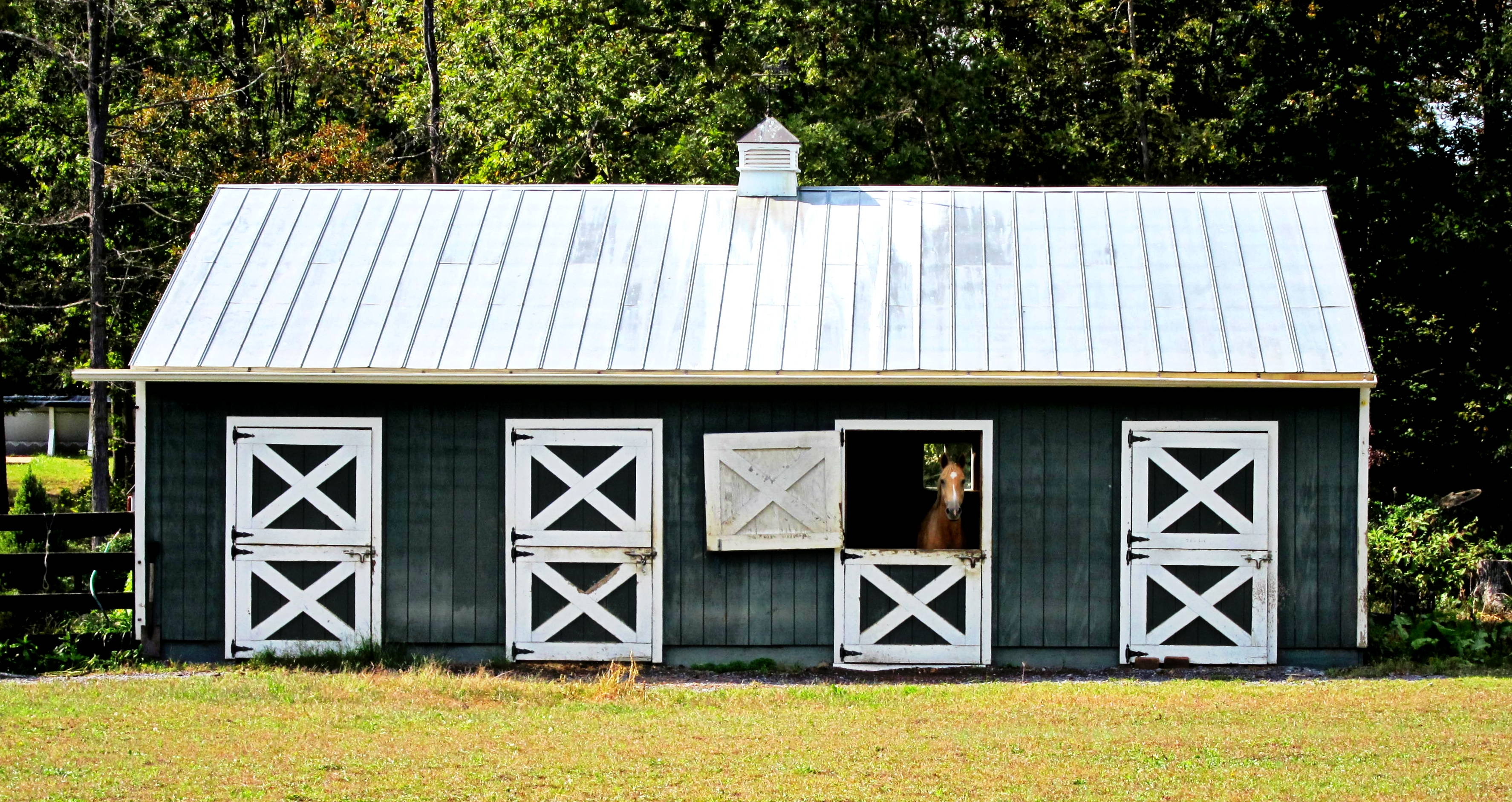
اصطبلی کوچک برای چهار اسب.

اِصطَبل، اسطبل، طَویله یا ستورگاه، ساختمانی است که حیوانات کاری به‌ویژه اسب یا گاو نر، در آن نگهداری می‌شوند. این ساختمان معمولاً به آخور یا محل‌های نگهداری انفرادی تقسیم می‌شود و ممکن است شامل فضایی برای نگهداری تجهیزات و علوفه نیز باشد.

## واژه‌شناسی
اصطبل وام‌واژه‌ای است در پارسی که از راه عربی رایج در سرزمین شام از واژه لاتین Stabulum گرفته شده است. ریشه این واژه لاتین نیز به اصل هندواروپایی *-ste-dhlo بازمی‌گردد که به معنی ایستادنگاه است. و بخش نخست آن یعنی ste هم‌ریشه با «ایستادن» فارسی است.
واژه‌هایی که در گذشته در پارسی برای اصطبل به‌کار می‌رفته عبارتند از ستورگاه، ستورخانه، جای‌باش ستور، آخور، آخورگاه، پاگاه، پایگاه، آکنده، شنکله، شولیده و باره‌بند. به آخور شترها هم شترخانه می‌گفتند. ستور در پارسی هم به معنی حیوان بکار برده می‌شود ولی بیشتر به معنی هر یک از چارپایان است.